# Seehausen (Altmark)
Die Hansestadt Seehausen (Altmark) ist eine Stadt im Landkreis Stendal in der Region Altmark in Sachsen-Anhalt. Die Landstadt ist Sitz der gleichnamigen Verbandsgemeinde.

## Geographie
Die Stadt liegt am Aland, der die Altmärker Höhe von der Wische, einer flachen Landschaft an der Elbe, trennt. Bis Seehausen heißt der Fluss Biese.

### Stadtgliederung
Die Hansestadt Seehausen (Altmark) ist in 15 Ortsteile gegliedert zu denen kleinere Ansiedlungen (Wohnplätze) gehören:
| - Kernstadt mit Baarsberge, Feldneuendorf, Nienfelde, Waldesfrieden und Warthe - Behrend mit Gehrhof - Beuster mit Auf dem Sande, Grashof, Groß Beuster, Klein Beuster und Uhlenkrug - Eickerhöfe - Esack - Geestgottberg mit Am Aland, Eickhof, Gottberg, Hohe Geest und Märsche - Losenrade | - Oberkamps - Ostorf - Scharpenlohe - Schönberg mit Blockhof, Herzfelde, Hof zur Hufe, Klein Holzhausen, Neuhof, Perditzenberg, Schönberg am Deich und Schüring - Steinfelde - Unterkamps - Wegenitz - Werder mit Werderholz |

### Klima

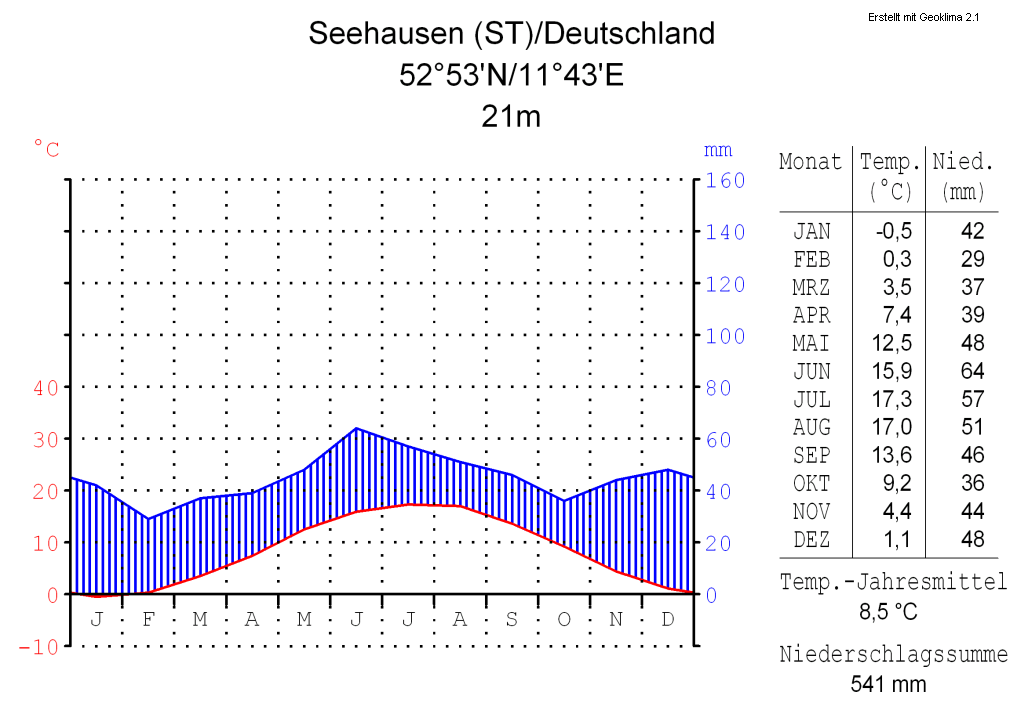
Klimadiagramm von Seehausen

Die durchschnittliche Lufttemperatur in Seehausen beträgt 8,5 °C, der jährliche Niederschlag 541 Millimeter.
Der Deutsche Wetterdienst betreibt in Seehausen eine Wetterwarte, die neben der Wetter- und Klimabeobachtung auch in der Radioaktivitätsüberwachung tätig ist. Die WMO-Kennziffer der Wetterwarte Seehausen ist 10261. Am 1. Oktober 1976 war sie eingerichtet worden. Die Station ist seit dem 3. Dezember 2018 unbemannt.

## Geschichte

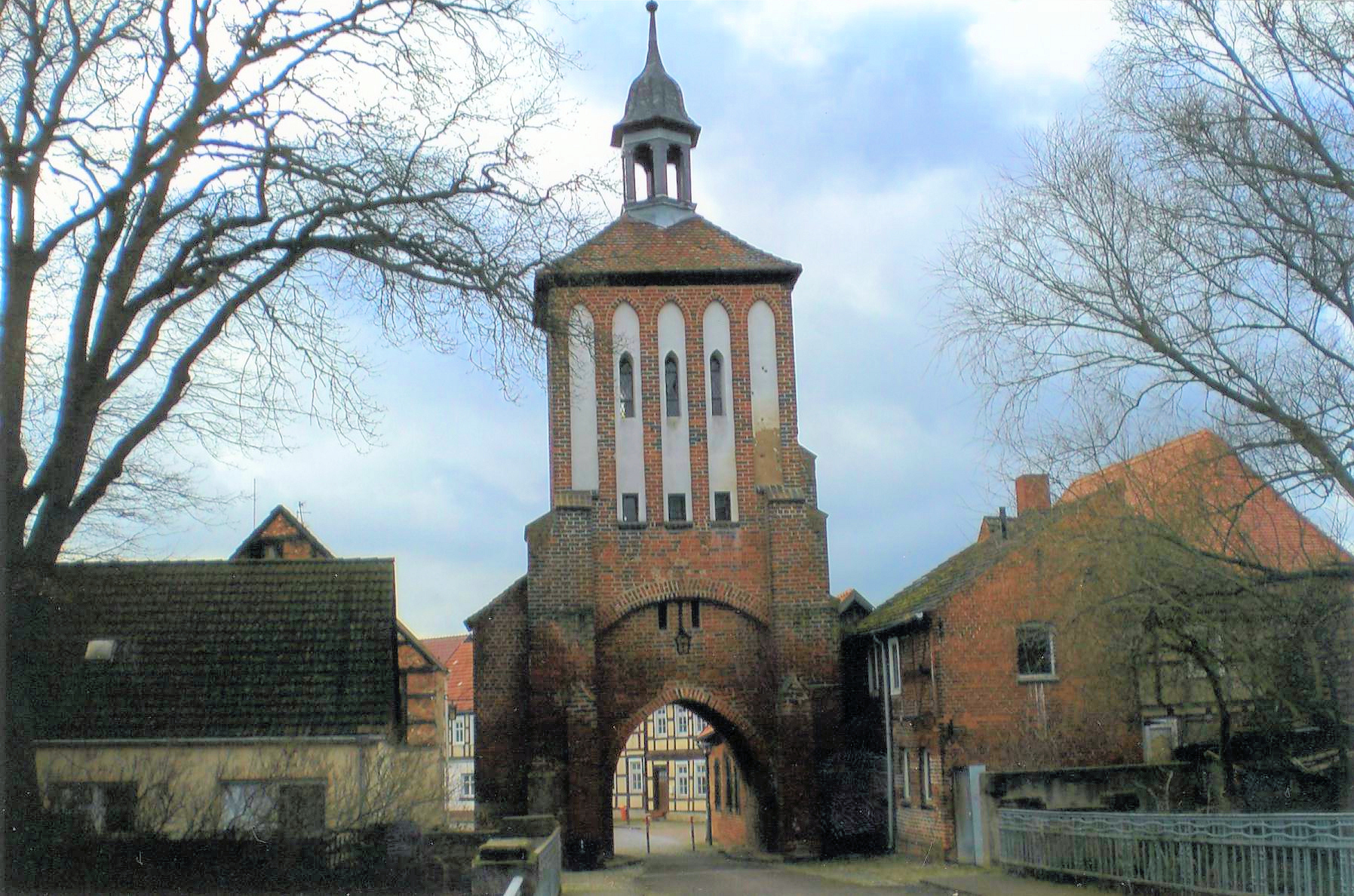
Beustertor

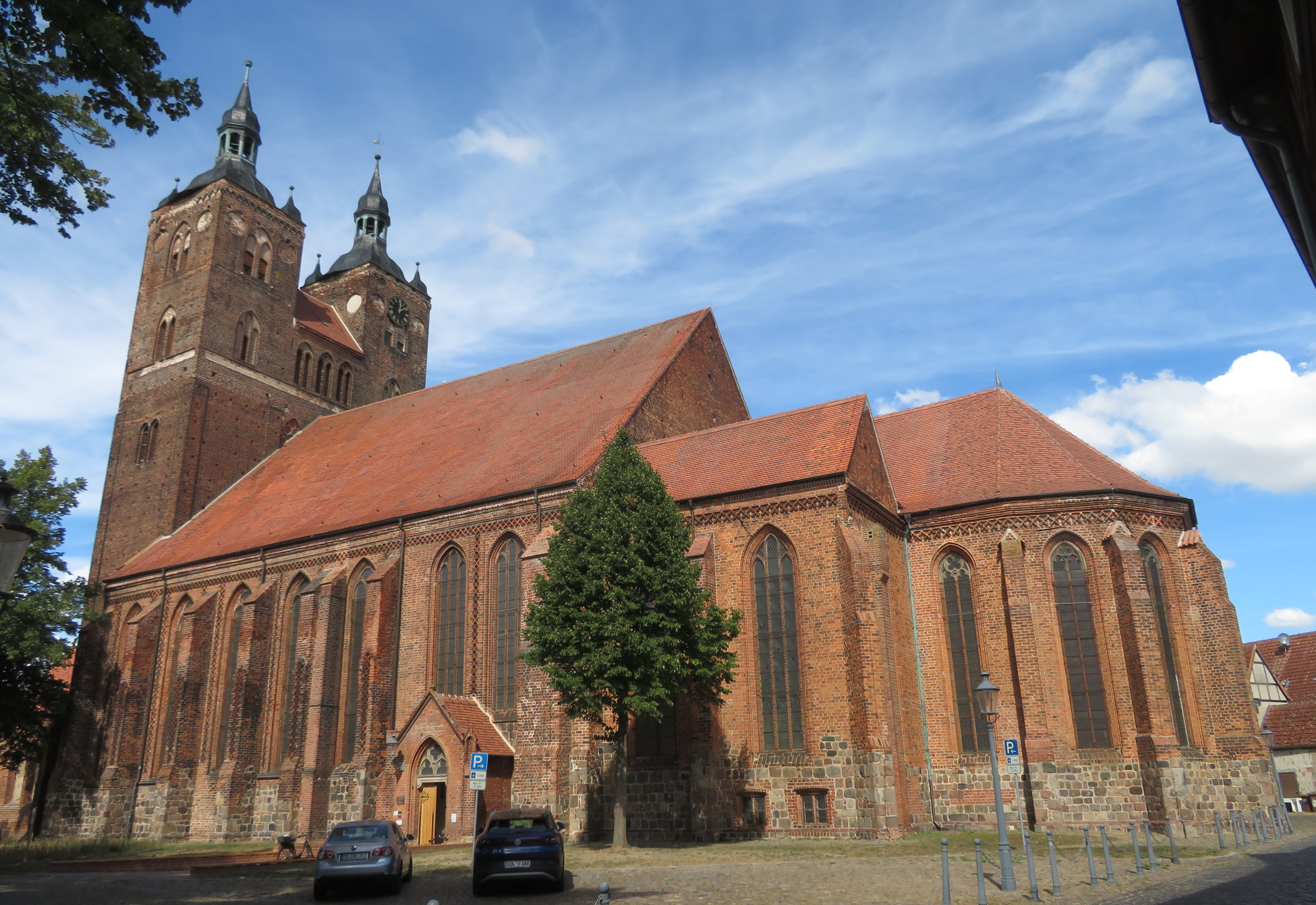
Kirche St. Petri

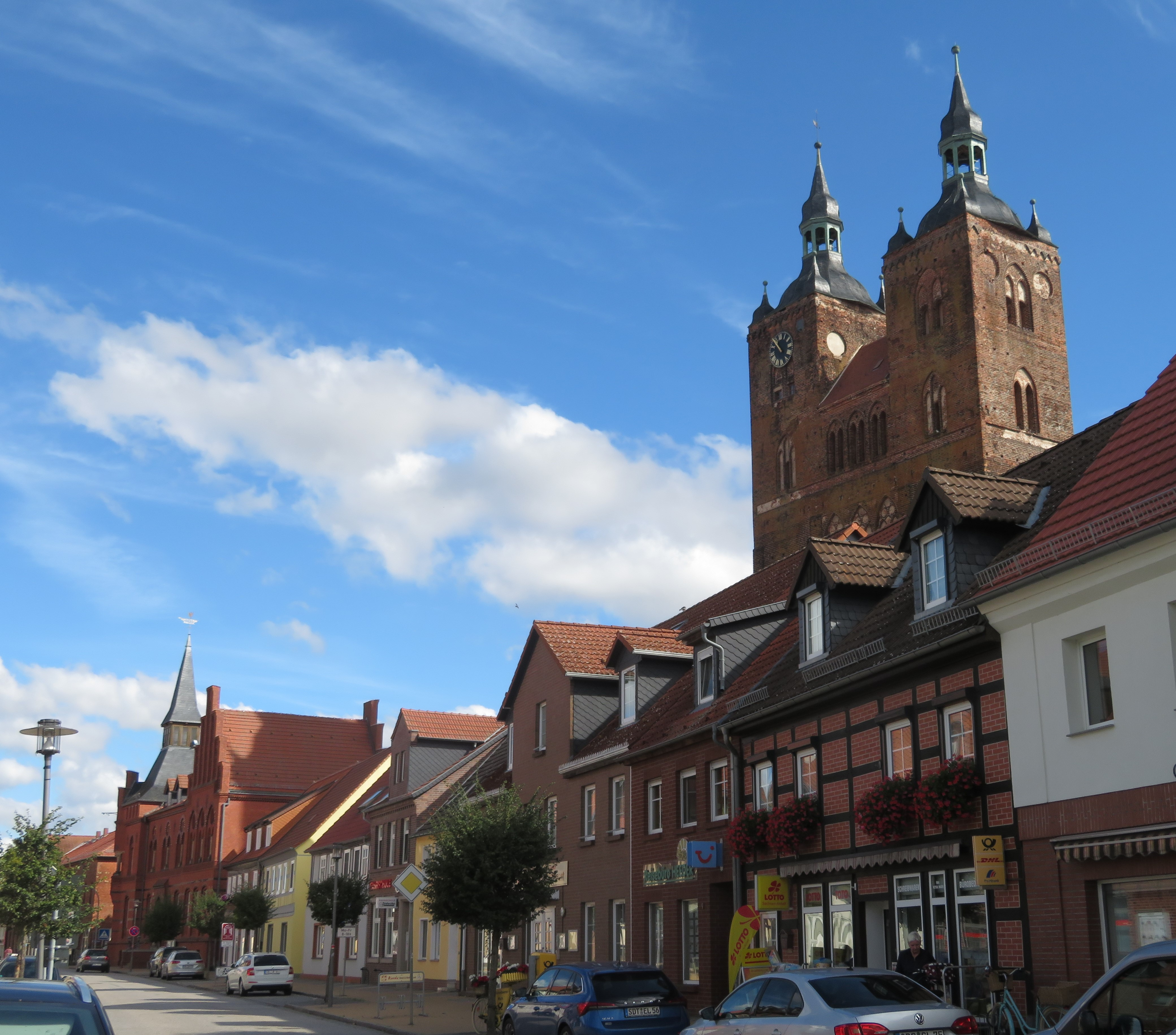
Hauptstraße (Große Brüderstraße)

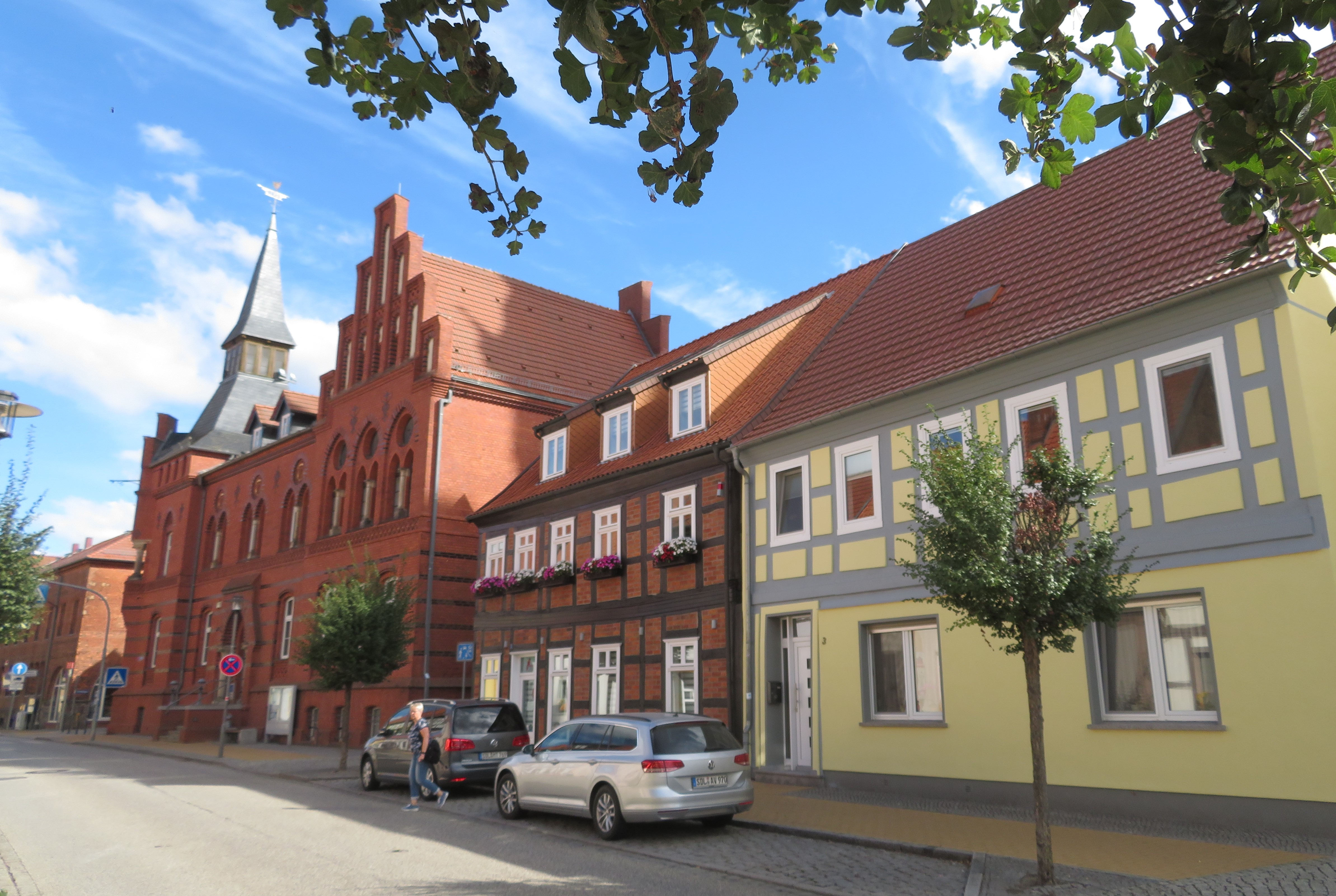
Rathaus

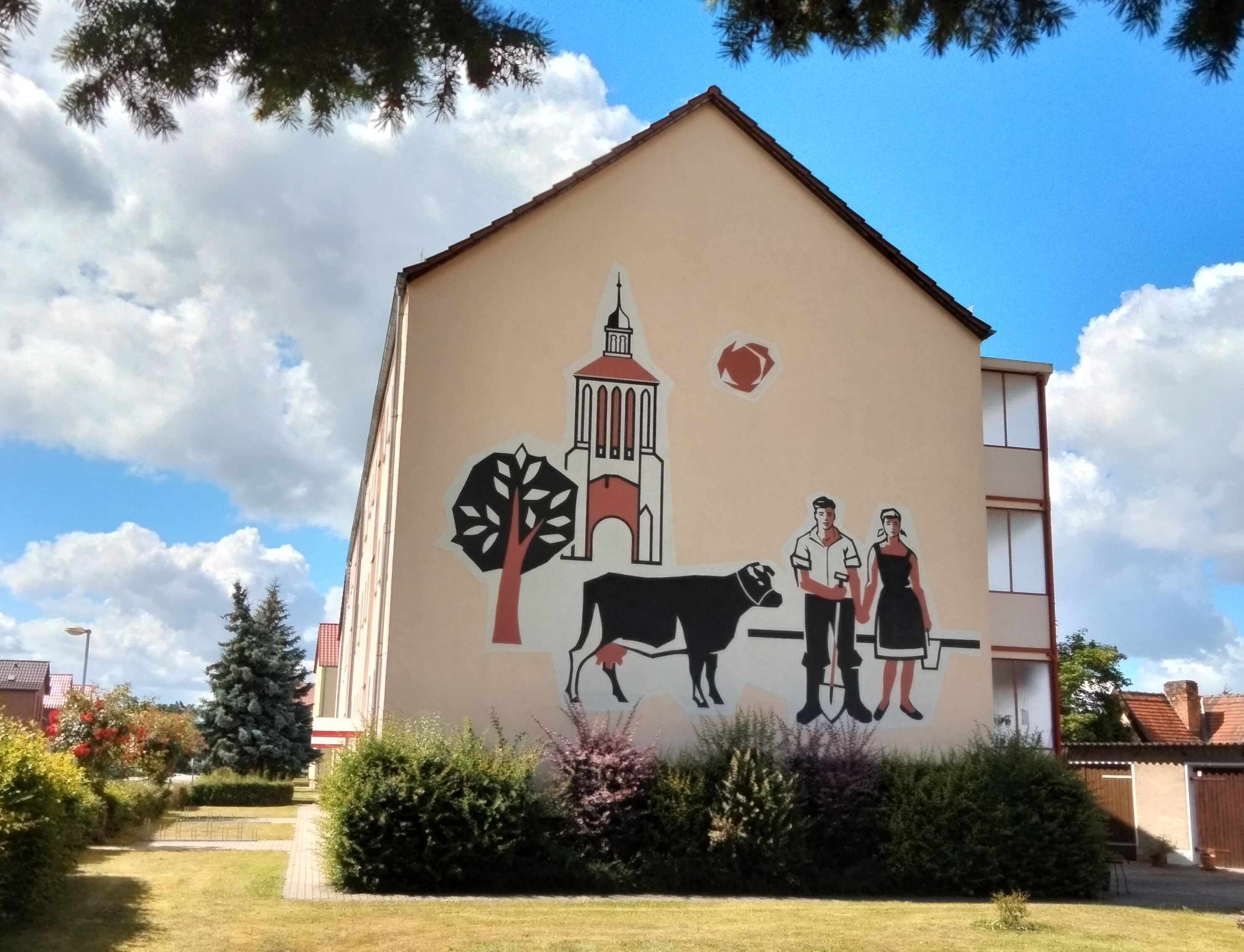
Wandmalerei an der Otto-Nuschke-Str.

Funde lassen vermuten, dass das Gebiet um Seehausen seit der Jungsteinzeit besiedelt ist. Die Ernennung zur Stadt erfolgte 1151 unter Albrecht dem Bären, der neben der schon ansässigen slawischen Bevölkerung holländische Siedler zur weiteren Eindeichung des Gebiets ansiedelte. Der Name der Stadt leitet sich nicht durch einen See in Stadtnähe ab. Wahrscheinlicher ist, dass der Name auf den Grafen von Sidag zurückgeht, dem das Gebiet als Lehen gegeben war. Bischof Wigbert erwähnt 1009 eine Siedlung mit dem Namen Sidageshusen am heutigen Ort von Seehausen. Seehausen war von 1358 bis 1488 Mitglied der Hanse.
Als mittelalterliche Stadt verfügte Seehausen über eine Stadtbefestigung. Reste der Stadtmauer und eines von fünf Stadttoren, das Beustertor, sind noch heute erhalten. Auch gab es mehrere Kirchen im Stadtgebiet, von denen einige zu Hospitälern gehörten. Im Dreißigjährigen Krieg war auch die Altmark und damit Seehausen von den Auseinandersetzungen betroffen. So wurden für den Bau der Schwedenschanze bei Werben Baumaterialien requiriert und eine Vorstadt dafür abgebrochen.
Die Stadt war von 1569 bis 1721 von Hexenverfolgungen betroffen. In 25 Hexenprozessen gab es 14 Hinrichtungen, eine Frau starb an den Folgen der Folter, eine Frau beging in der Haft Selbstmord.
In den 1840er Jahren bildete sich in Seehausen die größte jüdische Gemeinde der Altmark. Sie richtete 1860 eine Synagoge ein, gab diese aber 1900 wieder auf. Im Zusammenhang mit dem Novemberpogrom 1938 wurde der 1828 angelegte nahegelegene Jüdische Friedhof Am Schillerhain von Nationalsozialisten zerstört.
1849 wurde Seehausen ans Eisenbahnnetz der Bahnstrecke Magdeburg–Wittenberge angeschlossen und erhielt auch einen eigenen Bahnhof (heute Haltepunkt), damals noch etwas außerhalb der Stadt. Im Jahre 1865 wurde das neu erbaute Gymnasium eröffnet.
Seehausen liegt am westlichen Rand der Wische, eines ehemaligen Überflutungsgebietes der Elbe. So war die Stadt auch mehrfach in ihrer Geschichte von Deichbrüchen und Überflutungen betroffen, so auch 1909, als der Deich bei Kannenberg brach.
Seehausen stand ab dem 12. April 1945 unter amerikanischer, vom 1. bis 30. Juni 1945 unter englischer und ab dem 1. Juli 1945 unter sowjetischer Besatzung.
Seehausen gehörte bis 1952 zum Landkreis Osterburg, wurde aber im Zuge der Verwaltungsreform in der DDR zu einer Kreisstadt im neu gegründeten Bezirk Magdeburg. Der Kreis Seehausen wurde 1965 aufgelöst und dem Kreis Osterburg angeschlossen.

### Eingemeindungen
Am 1. Februar 1974 wurde Behrend eingemeindet.
Durch einen Gebietsänderungsvertrag beschlossen die Gemeinderäte der Gemeinden Beuster (am 8. Juni 2009), Geestgottberg (am 9. Juni 2009), Losenrade (am 22. Juni 2009) und der Hansestadt Seehausen (Altmark) (am 29. Juni 2009), dass ihre Gemeinden aufgelöst und zu einer neuen Gemeinde mit dem Namen Hansestadt Seehausen (Altmark) vereinigt werden. Dieser Vertrag wurde vom Landkreis als unterer Kommunalaufsichtsbehörde genehmigt und trat am 1. Januar 2010 in Kraft. Am 1. September 2010 wurde abschließend Schönberg eingemeindet.

### Einwohnerentwicklung
| Jahr | Einwohner |
| ---- | --------- |
| 1567 | 0420      |
| 1608 | 0370      |
| 1653 | 0124      |
| 1730 | 1.044     |
| 1733 | 1.092     |
| 1740 | 1.100     |

| Jahr | Einwohner |
| ---- | --------- |
| 1750 | 1.340     |
| 1770 | 1.539     |
| 1774 | 1.540     |
| 1780 | 1.627     |
| 1790 | 1.820     |
| 1801 | 1.996     |

| Jahr | Einwohner |
| ---- | --------- |
| 1818 | 2.283     |
| 1840 | 3.019     |
| 1848 | 3.095     |
| 1864 | 4.104     |
| 1871 | 3.917     |
| 1885 | 3.788     |

| Jahr | Einwohner |
| ---- | --------- |
| 1895 | 3.803     |
| 1905 | 3.565     |
| 1925 | 4.195     |
| 1939 | 4.594     |
| 1946 | 4.951     |
| 1964 | 5.267     |

| Jahr | Einwohner |
| ---- | --------- |
| 1971 | 5.259     |
| 1981 | 5.318     |
| 1990 | 6.935     |
| 1995 | 6.639     |
| 2000 | 6.386     |
| 2005 | 5.893     |

| Jahr | Einwohner |
| ---- | --------- |
| 2010 | 5.329     |
| 2011 | 5.237     |
| 2012 | 5.198     |
| 2013 | 5.146     |
| 2014 | 5.035     |
| 2015 | 5.033     |

1557–1718 (nur Anzahl der Bürger), 1730–1981, ab 1990 Stand 31. Dezember des jeweiligen Jahres.

## Politik

### Stadtrat
Bei der  Stadtratswahl am 26. Mai 2019 errangen von den 14 Sitzen jeweils vier Sitze die Unabhängige Wählergemeinschaft Beuster-Geesgottberg-Losenrade-Schönberg (UWG B-G-L-S) und die Unabhängige Wählergemeinschaft Seehausen (UWG). Ein Einzelbewerber errang zwar rechnerisch drei Sitze, davon waren zwei Sitze aber nicht zuteilbar. Die CDU erreichte zwei Sitze. Jeweils einen Sitz erhielten Die Linke, Bündnis 90/Die Grünen und die FDP. Fünf Stadträte sind Frauen. Die SPD stellte sich nicht zur Wahl.

### Bürgermeister
Der derzeitige Bürgermeister ist seit dem 17. Februar 2013 Detlef Neumann (UWG).

### Wappen
Das Wappen wurde am 28. April 1995 durch das Regierungspräsidium Magdeburg genehmigt.
| Wappen von Seehausen | Blasonierung: „In Silber ein golden bewehrter roter Adler mit ausgeschlagener Zunge, die Fänge begleitet von je einem grünen Seeblatt.“ |
| Wappen von Seehausen | Wappenbegründung: Das Wappen mit dem märkischen Adler entstand etwa im 13. Jahrhundert. Auf einer Urkunde von 1353 trägt der Adler goldene Brustspangen mit Kleeblattenden. Die Bedeutung der Seeblätter ist nicht klar, da es in Stadtnähe keinen See gab (erst 1975/77 entstand durch Ausbaggerung für den Elbbrückenbau bei Wittenberge ein Baggersee im Norden der Stadt). Vielleicht waren die Lage der Stadt am Urstromtal der Elbe und die häufigen Überflutungen durch Hochwasser in den vergangenen Jahrhunderten der Grund für die Aufnahme der Seeblätter. |

### Flagge
Die Flagge wurde am 8. Februar 2000 durch das Regierungspräsidium Magdeburg genehmigt.
Die Flagge ist Rot – Weiß – Rot (1:4:1) gestreift (Hissflagge: Streifen von oben nach unten; Querflagge: Streifen von rechts nach links verlaufend) mit dem aufgelegten Wappen der Stadt.

### Städtepartnerschaft
- Jablonné nad Orlicí, Tschechien

## Sehenswürdigkeiten
- Turmuhrenmuseum (seit 2004)
- Beustertor mit Ausstellung
- Rathaus, 1882–1883 erbaut[25]

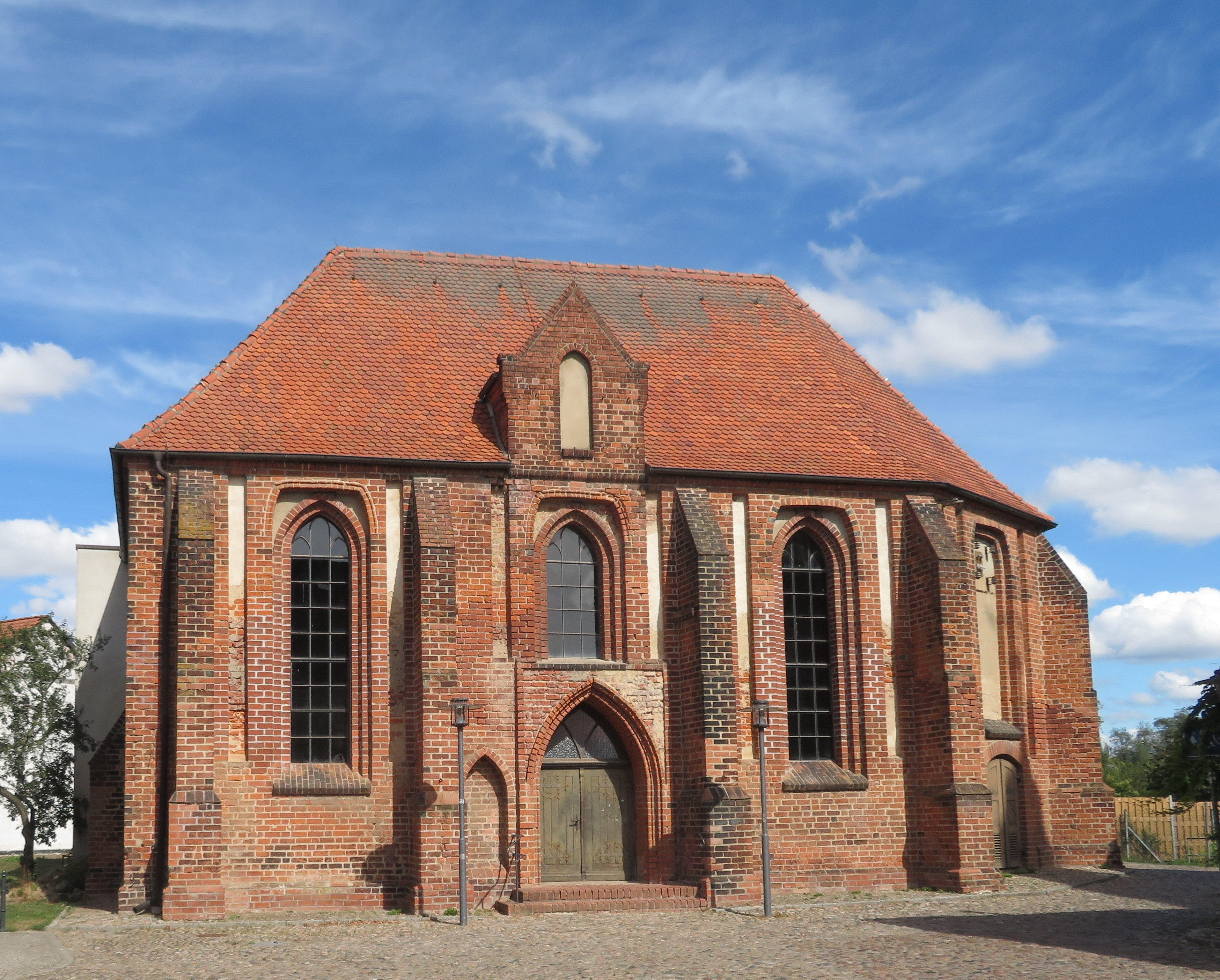
Salzkirche

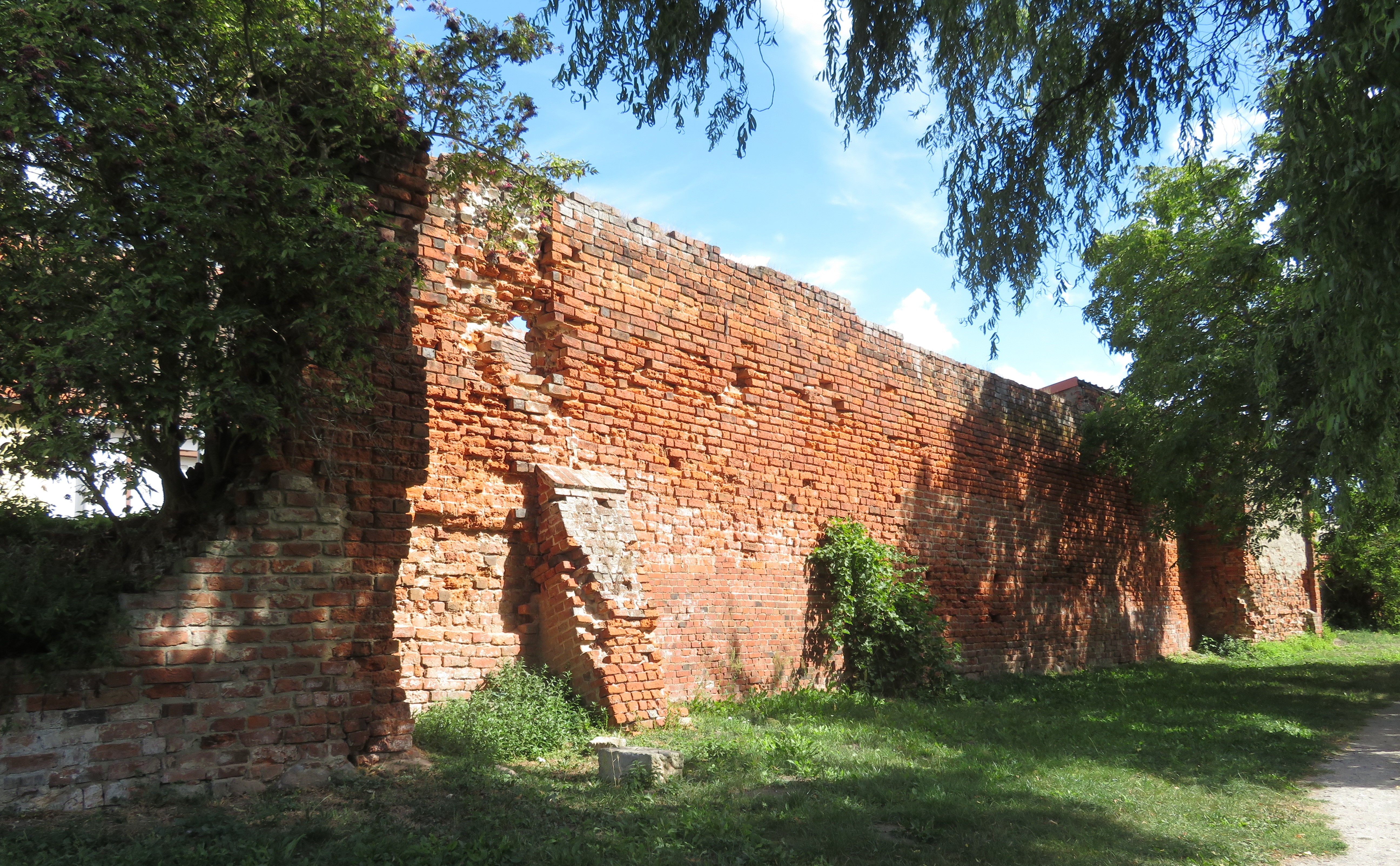
Stadtmauer

- Wandmalerei im Stil des Sozialistischen Realismus am Bahnhof in der Otto-Nuschke-Straße
- Schillerhain
- Barsberge mit historischem Hundefriedhof Barsberge, Försterfriedhof Barsberge und Fünf-Brüder-Eiche

Die in der Gemeinde befindlichen Kulturdenkmale sind in der Liste der Kulturdenkmale in Seehausen (Altmark) eingetragen, die Bodendenkmale in der Liste der Bodendenkmale in Seehausen (Altmark).

### Kirchen
Die evangelische Kirche der Stadt Seehausen ist die Kirche St. Petri. Sie wurde 1170–1180 als romanische Basilika erbaut und 1440–1480 in eine gotische Hallenkirche umgebaut. Benannt ist sie nach Simon Petrus. Ihre Türme sind weithin sichtbar, ihre Kirchengemeinde gehört zum Kirchenkreis Stendal. Die katholische Kirche St. Johannes Baptist wurde 1937/38 erbaut und nach Johannes dem Täufer benannt. Sie gehört zur Pfarrei St. Anna in Stendal. Die Adventkapelle gehört zur freikirchlichen Gemeinde der Siebenten-Tags-Adventisten. Die Salzkirche wurde im 15. Jahrhundert erbaut, war früher Heilig-Geist-Kirche eines Hospitals und wurde später als Speicher oder Elektrizitätswerk genutzt.

### Gedenkstätten
- Gedenkstein von 1988 zur Erinnerung an den zerstörten Jüdischen Friedhof
- Ehrenmal für die Opfer des Faschismus Am Schillerhain
- Gedenktafel am Kreiskrankenhaus „Albert Steinert“ für den Arzt Albert Steinert, der 1945 mit der weißen Fahne den Beschuss der Stadt durch US-Truppen verhindern wollte und deswegen von einem Wehrmachtsmajor ermordet wurde

## Wirtschaft und Infrastruktur

### Verkehr
Der Haltepunkt Seehausen (Altm) liegt an der Bahnstrecke Magdeburg–Stendal–Wittenberge. Im Stundentakt hält die Linie S1 der S-Bahn Mittelelbe.
Seit 2008 verkehrt der Landesbus 200 über Arendsee nach Salzwedel.

### Bildungseinrichtungen
Das ehemalige Winckelmann-Gymnasium gehört seit 2008 wegen der gesunkenen Schülerzahlen zum Osterburger Gymnasium. Es wurde 1864/1865 errichtet und liegt vor dem ehemaligen Vieh- oder Schultor. Von 1743 bis 1748 wirkte Johann Joachim Winckelmann, Altertumsforscher und Lehrer, als Konrektor an der Seehäuser Lateinschule. Weiterhin gibt es eine Sekundarschule und eine Grundschule.

### Unternehmen
Von 1900 bis 1989 zählte die Konservenfabrik Seehausen zu den örtlichen Unternehmen.
Größter industrieller Arbeitgeber in Seehausen ist heute die Graepel-STUV GmbH, die Blechprofilroste fertigt. Der Betrieb wurde bereits 1949 als Maschinenausleihstation (MAS) gegründet und 1952 zur Maschinen-Traktoren-Station (MTS) erweitert. 1973 in LIA (Landtechnische Industrieanlagen) umbenannt, begann der Betrieb mit der Fertigung industrieller Stallanlagen. In dieser Zeit wurde die Verzinkerei gebaut. 1990 firmierte der Betrieb abermals um, und zwar in „Stalltechnik und Verzinkung GmbH“ (kurz STUV). 1991 wurde die STUV als 100-prozentige Tochter der Friedrich Graepel AG Löningen übernommen und 1996 in Graepel-STUV GmbH umbenannt. 
Die Konsumgenossenschaft Seehausen/Altmark eG ist ein regionaler Nahversorger an 14 Standorten in der Altmark.

## Sport
Seehausen gehört zu den Altmärkischen Wandernestern, die im Altmärkischen Wanderverein organisiert sind.

## Film
Der DEFA-Spielfilm Jadup und Boel (Regie: Rainer Simon) mit Kurt Böwe und Katrin Knappe in den Titelrollen wurde 1980 in Seehausen gedreht und noch vor der Premiere verboten. Erstmals aufgeführt wurde die Produktion am 12. Mai 1988.

## Persönlichkeiten

### Söhne und Töchter der Stadt

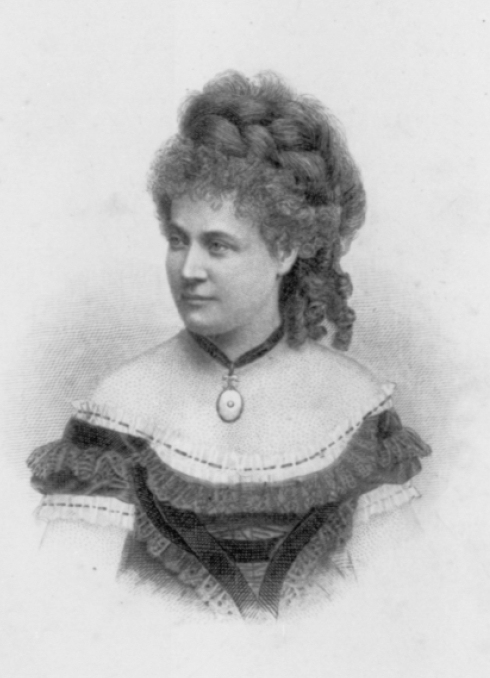
Minna Nanitz

- Wilhelm Faehre (1832–), Landrat und Bürgermeister
- Minna Nanitz (1842–1903), Opernsängerin
- Albert Detto (1845–1910), Reichstagsabgeordneter (Nationalliberale Partei)
- Arnold Hiller (1847–1919), Hochschullehrer und Sanitätsoffizier
- Hermann Krause (1854–1920), Richter und Parlamentarier
- Johannes Luther (1861–1954), Germanist und Bibliothekar
- Max Sannemann (1867–1924), Komponist und Musikpädagoge
- Max Busse (1895 – nach 1957), Reichsgerichtsrat
- Elfe Schneider (1905–1970), Schauspielerin, Synchronsprecherin und Fotografin
- Egon Martyrer (1906–1975), Ingenieur und Hochschullehrer
- Dietrich Mahlow (1920–2013), Kunsthistoriker, Kurator und Museumsdirektor
- Ruth Greuner (* 1931), Schriftstellerin, Herausgeberin, Verlagslektorin und Journalistin
- Günther Nölle (1934–1999), Physiker und Hochschullehrer
- Irmgard Klingbeil (1935–2019), Politikerin (CDU)
- Hans-Georg Löffler (* 1937), Generalmajor der Nationalen Volksarmee der DDR
- Albrecht Franke (* 1950), Schriftsteller
- Gerd F. Schultze (* 1955), Produzent, Regisseur und Autor
- Knut Korschewsky (* 1960), Politiker (Die Linke)
- Karen Heinrichs (* 1974), Hörfunk- und Fernsehmoderatorin
- Kathrin Thüring (* 1981), Hörfunkmoderatorin
- Christopher Kohn (* 1984), Schauspieler und Synchronsprecher
- Tim-Justin Dietrich (* 2002), Fußballspieler

### Weitere Persönlichkeiten, die mit der Stadt in Verbindung stehen
- Johann Joachim Winckelmann (1717–1768), Begründer der modernen Kunstwissenschaften und der Klassischen Archäologie, von 1743 bis 1748 Konrektor der Lateinschule in Seehausen
- Albert Steinert (1886–1945), hat sich als Widerstandskämpfer gegen den Nationalsozialismus gegen die Zerstörung der Stadt eingesetzt